# Gothic 3: Forsaken Gods
Forsaken Gods là bản mở rộng độc lập cho Gothic 3. Game được Trine Games phát triển và JoWooD Productions phát hành ở châu Âu và Bắc Mỹ vào năm 2008. Phiên bản Enhanced Edition được phát hành vào năm 2011 do Mad Vulture Games phát triển.

## Lối chơi
Lối chơi trong Forsaken Gods giống như Gothic 3, với một số khác biệt nhỏ. Hệ thống chiến đấu đã thay đổi, hiện đang dựa trên Độ bền. Khu vực trong Forsaken Gods đã bị hạn chế từ 3 phần trong Gothic 3, chỉ còn một phần - Myrtana. Cốt truyện chính chỉ tập trung ở khu vực này.

## Cốt truyện
Sau khi tỉnh dậy khỏi cơn hôn mê, có lẽ bắt nguồn từ bản đầu tiên, vị Anh hùng Vô danh phải tìm cách thống nhất lục địa, vì nó bị chia rẽ bởi nhiều phe phái, nhiều phe được cứu trợ hoặc lãnh đạo bởi những người bạn đồng hành trước đây của Anh hùng Vô danh. Nhờ vào nỗ lực của chính mình, vị Anh hùng phải thống nhất toàn cõi Myrtana nhằm khôi phục lại hòa bình và thịnh vượng cho xứ sở này.

## Đón nhận
Gothic 3: Forsaken Gods nhận được "những đánh giá chung không thuận lợi" theo trang web tổng hợp kết quả đánh giá Metacritic. Nó chủ yếu là kết quả của những lỗi quá mức trong lần phát hành mà cho đến nay vẫn chưa được giải quyết hoàn toàn bằng cách vá lỗi.

## Cập nhật
Tháng 11 năm 2010, JoWooD Entertainment tuyên bố rằng Mad Vulture Games sẽ làm việc với những cải tiến bổ sung cho trò chơi. Bản vá lỗi đầu tiên được công bố cho Q1 2011.
Ngày 22 tháng 3 năm 2011, JoWooD Entertainment đã phát hành bản vá lỗi mới thông qua Steam, được tích hợp trong phiên bản đóng hộp mới cho game có tựa đề Gothic 3: Forsaken Gods Enhanced Edition. Bản vá lỗi chính cũng có sẵn dưới dạng tải xuống miễn phí.
Phiên bản cuối cùng, 2.01.08, được phát hành chính thức thông qua trang web Mad Vulture Games vào ngày 18 tháng 12 năm 2011 và được cung cấp để tải xuống miễn phí tương tự như các phiên bản trước.